# Peeblesshire

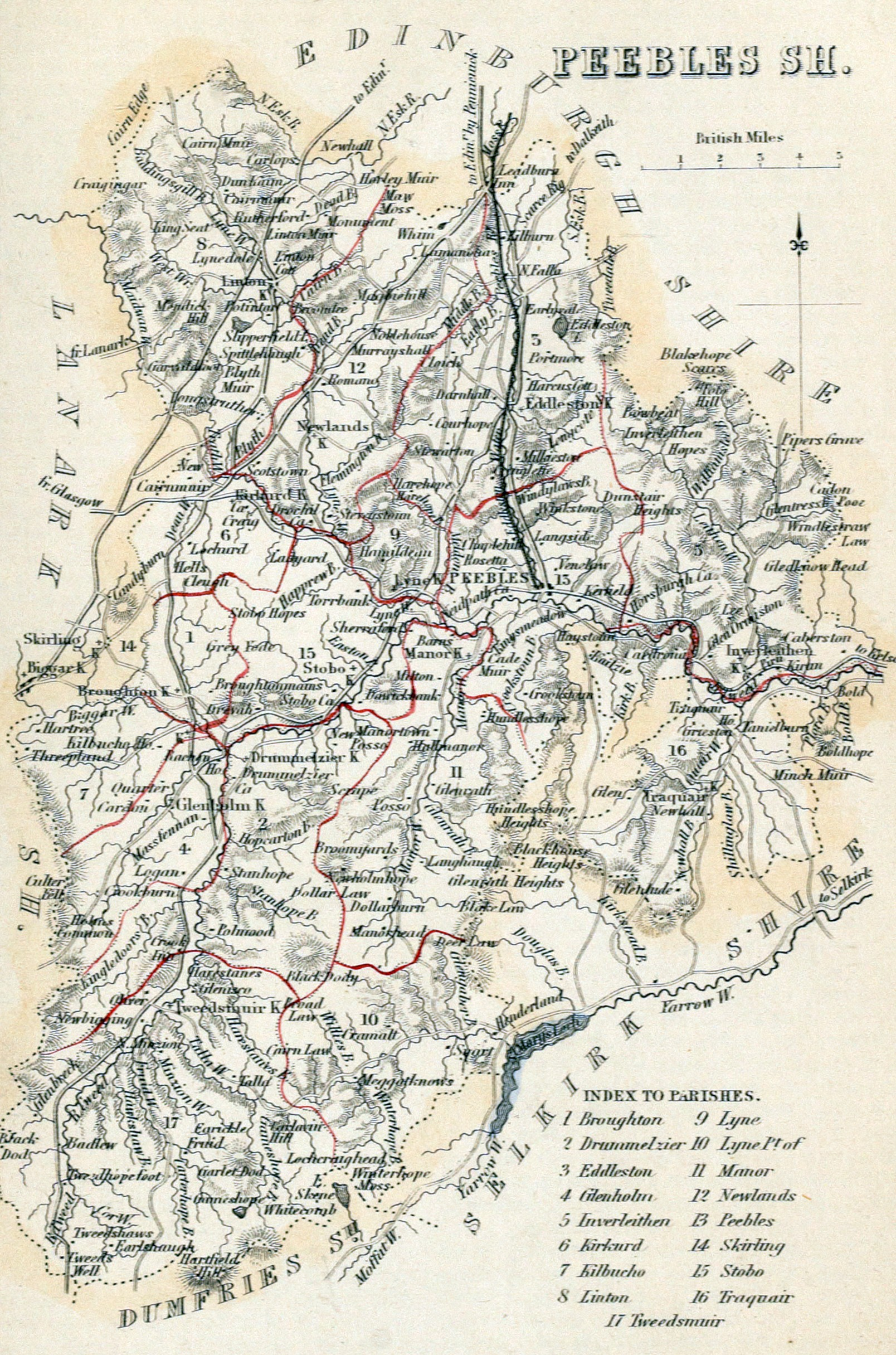
Cartina delle parrocchie civili del Peeblesshire, 1854. https://archive.org/stream/imperialgazettee02wilsuoft#page/n616/mode/1up I confini sono segnati in rosso

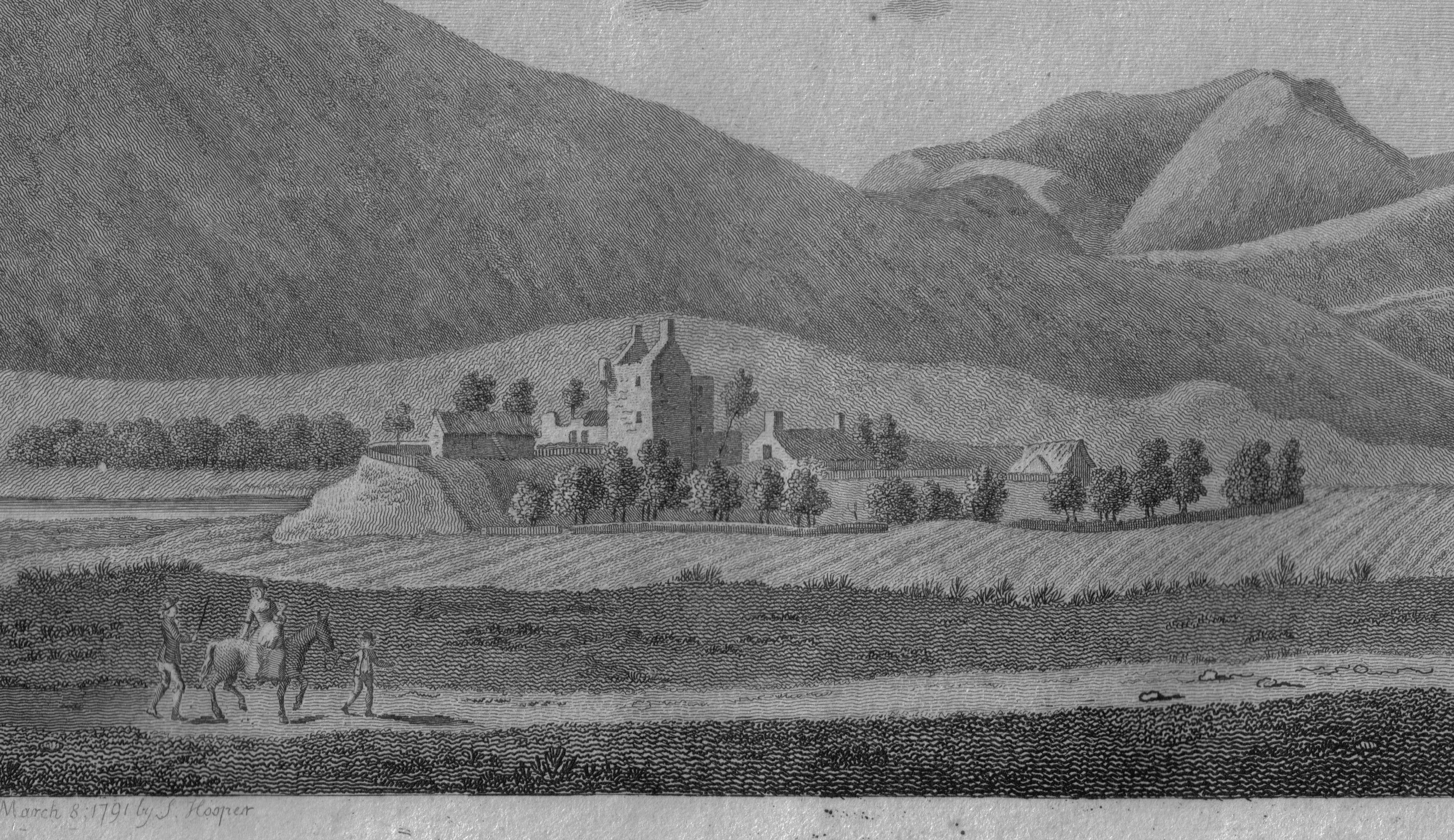
Castello di Drumelzier di Francis Grose, 1790

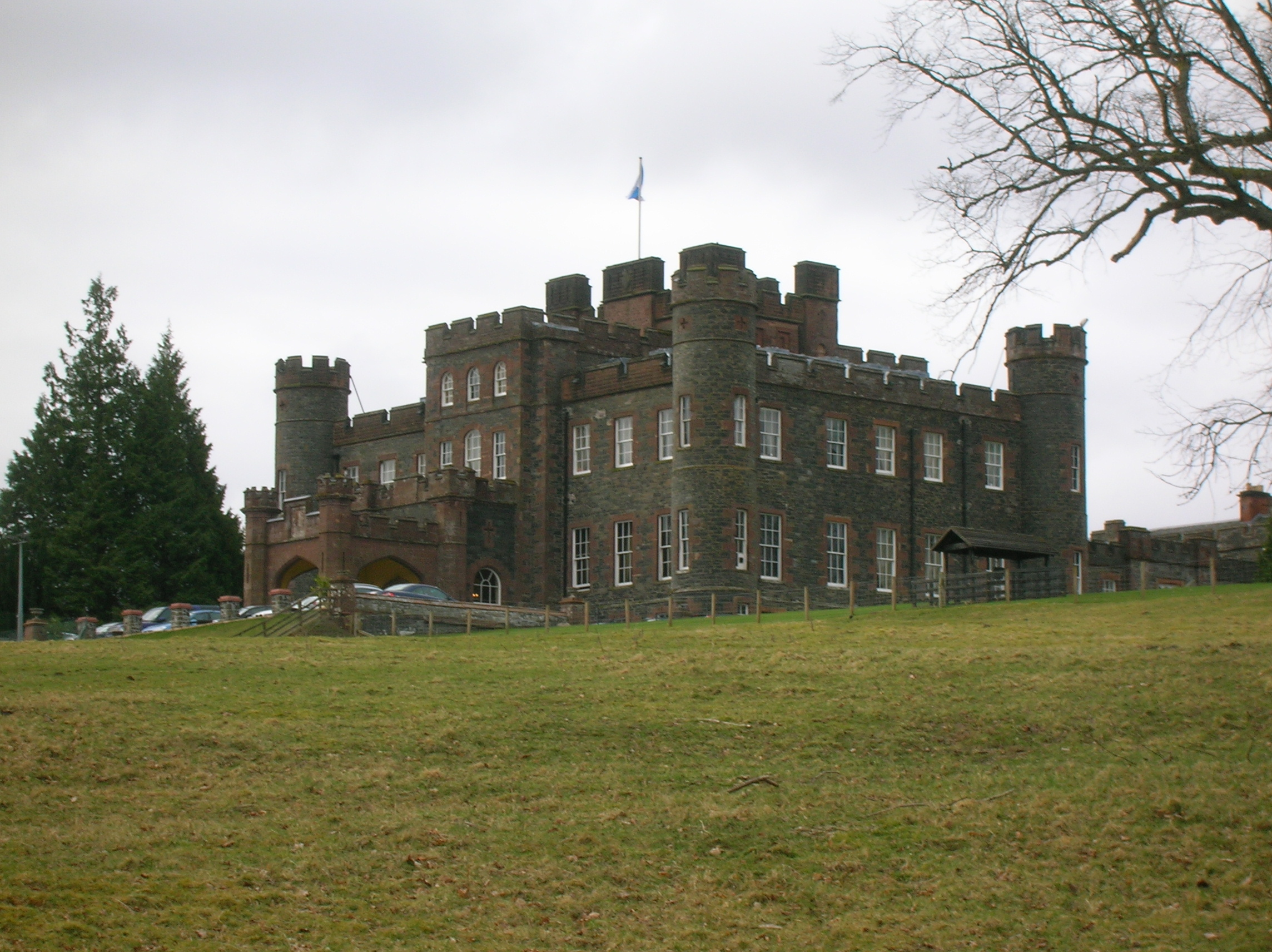
Castello di Stobo

Peeblesshire (Siorrachd nam Pùballan in lingua gaelica scozzese), contea di Peebles o Tweeddale è una contea storica della Scozia. Il capoluogo è Peebles, e confina con il Midlothian a nord, con il Selkirkshire ad est, con il Dumfriesshire a sud, e con il Lanarkshire ad ovest.
Dopo la riorganizzazione del governo locale del 1975, la contea perse il suo status amministrativo, e l'area venne governata come il distretto di Tweeddale.

## Parrocchie civili
1. Broughton, Glenholm e Kilbucho
2. Drumelzier
3. Eddleston
4. Innerleithen
5. Kirkurd
6. Linton
7. Lyne
8. (ex Lyne e Megget)
9. Manor
10. Newlands
11. Peebles
12. Skirling
13. Castello di Stobo
14. Traquair
15. Tweedsmuir